# Хигин
Вижте пояснителната страница за други личности с името Хигин.
- За римския папа вижте Хигин (папа)

Гай Юлий Хигин (64 пр.н.е. - 17 от н.е.) е латински автор, роден в Испания или Александрия и ученик на известния Александър Корнелиус. Освободен от Октавиан Август роб, който той прави управител на Палатинската библиотека. До нас не е достигнало нито едно от неговите различни съчинения (De viris Claris, Exempla, Genealogiae, De situ urbium Italicarum, De agricultura и др.).
Съхранени до днес са само два негови 2 труда, за които е спорно дали за негови или са писани в по-късен период:
- Fabulae, с 277 много кратки и ясни, дори недодялано разказани митове и божествени родословия. Представя в примитивна форма какво би следвало да знае всеки образован римлянин по време на ранната Империя за гръцките митове на най-елементарно ниво. Fabulae е извор на информация днес, когато много версии на митовете са изгубени.
- De Astronomia, обикновено наричана Poetica Astronomica, съдържа елементарни трактати по астрономия и митовете, свързани със звездите, преди всичко базирани на Ератостен, в 4 книги. Авторството на Хигин върху този труд е все още спорно.

## За него
- Peter Lebrecht Schmidt, Helmuth Schneider, „Hyginus, C. Iulius“. In: Der Neue Pauly (DNP). Band 5, Metzler, Stuttgart 1998, ISBN 3-476-01475-4, Sp. 778–779.
- Johannes Tolkiehn, „Iulius 278“. In: Paulys Realencyclopädie der classischen Altertumswissenschaft (RE). Band X,1, Stuttgart 1918, Sp. 628–651 (дигитализация).